# Kasteel Achtendries

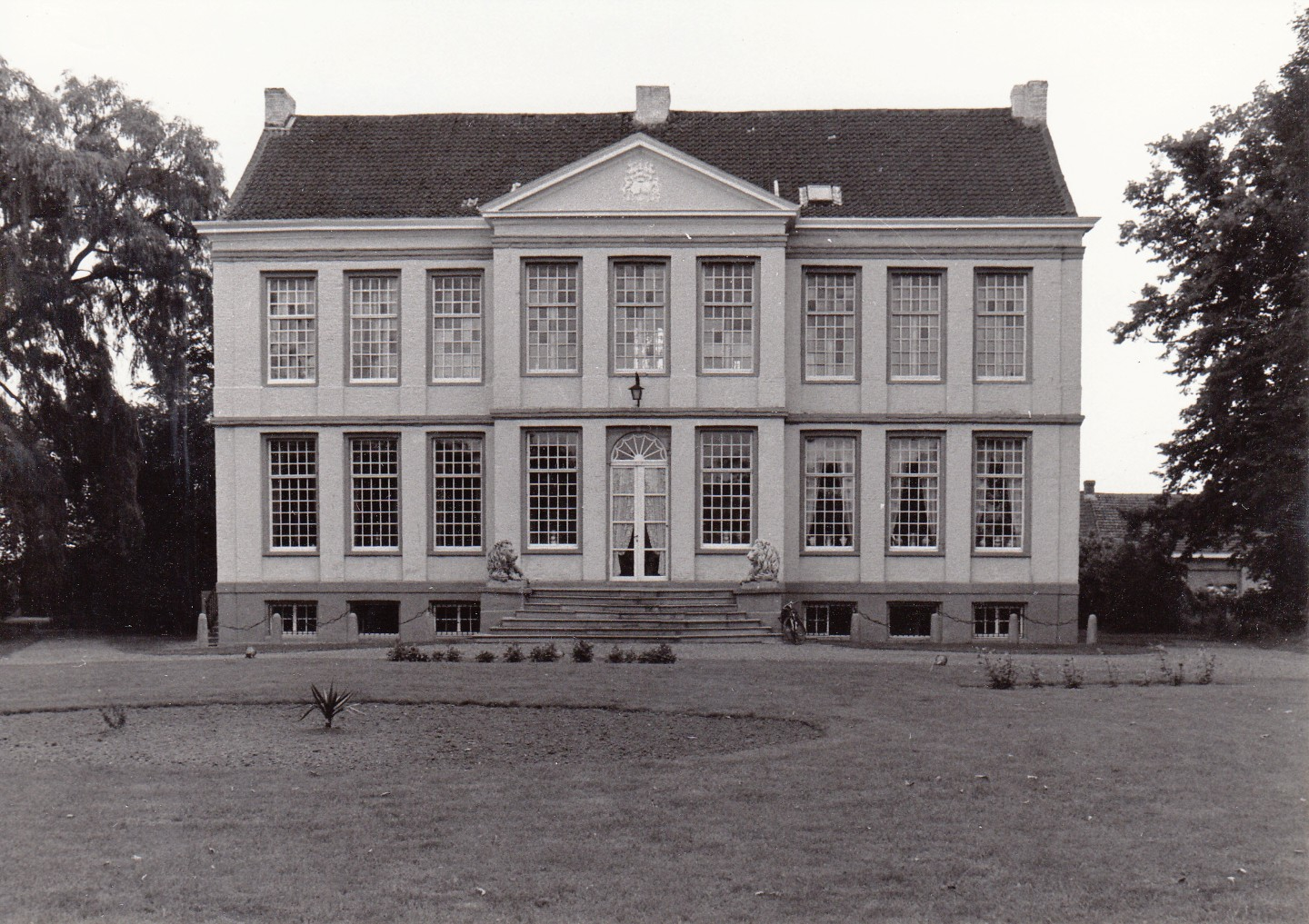
Kasteel Achtendries

Het Kasteel Achtendries is een kasteel in de tot de Oost-Vlaamse gemeente Gent behorende plaats Oostakker, gelegen aan de Orchideestraat 51.

## Geschiedenis
Het kasteel werd vermoedelijk in of omstreeks 1774 gebouwd op de resten van een ouder gebouw. Vroeger was het omgracht en had een dreef naar de pachthoeve Hof van Achtene, die nu niet meer bestaat.
Het goed kwam in 1805 aan Morel de Westgaver, later was het eigendom van de familie de Kerchove de Denterghem, waarvan het wapenschild zich in het fronton van de voorgevel bevindt. In 1972 kwam het goed aan de familie De Bruyn.

## Gebouw
Het betreft een symmetrisch huis in classicistische bouwstijl. Het middenrisaliet springt iets naar voren en wordt bekroond door een driehoekig fronton. In de 19e eeuw werd een uitbouw aangebracht die als kapel dienst deed. De overwelfde kelder zou van een voorgaand, 15e-eeuws, gebouw afkomstig zijn.